# Związek Polskiego Nauczycielstwa Ludowego
Związek Polskiego Nauczycielstwa Ludowego (albo Krajowy Związek Nauczycielstwa Ludowego) – postępowa organizacja nauczycielska działająca na terenie Galicji w latach 1905-1919

## Powstanie
W 1903 r. przy krakowskim oddziale Polskiego Towarzystwa Pedagogicznego powstało Towarzystwo Nauczycieli Szkół Ludowych i Wydziałowych (TNSLiW) z prezesem Stanisławem Nowakiem na czele. Liczyło początkowo 90 osób ale ich liczba szybko rosła i w 1905 wynosiła już 270 członków. 12 listopada 1905 roku na naradzie ponad 500 nauczycieli w krakowskim Towarzystwie Pedagogicznym postanowiono utworzyć jedna zawodową organizację nauczycielstwa ludowego w Galicji, a realizację tego przedsięwzięcia powierzono zarządowi krakowskiego TNSLiW). Powołany przezeń oddzielny komitet na czele ze Stanisławem Nowakiem wydał 29 listopada specjalną odezwę do całego nauczycielstwa Galicji bez różnicy narodowości i przesłał ją do wszystkich szkół. W odezwie przedstawiono bardzo trudną sytuację materialno-społeczną nauczycieli oraz postawiono problemy, które należy przedyskutować. Wezwał także do wybrania w każdym powiecie "mężów zaufania" którzy mieli reprezentować uczących w danym okręgu nauczycieli którzy mieli wziąć udział pod koniec grudnia w zjeździe w Krakowie w celem: „wspólnego porozumienia i rozpoczęcia pracy”. Na odbytym 28 grudnia 1905 roku zjeździe stanowiło 520 osób. Zebrania postanowili powołać do życia Krajowy Związek Nauczycielstwa Ludowego (KZNL) w Galicji oraz wybrali jego 24-osobowy Zarząd Naczelny wraz z prezesem Stanisławem Nowakiem.

## Działalność
Związek współpracując z Polskim Stronnictwem Ludowym, prowadził walkę o powszechność nauczania i demokratyzację szkolnictwa, domagał się zniesienia odrębnych typów szkół elementarnych dla wsi i miast, uniezależnienia szkolnictwa od administracji ogólnej, poprawy warunków materialnych nauczycieli. Postulował też wprowadzenie jednolitej 8-klasowej szkoły podstawowej. Poparcia dla swych postulatów poszukiwał wśród chłopów i działaczy ludowych, krytykując bezczynność Polskiego Towarzystwa Pedagogicznego i Towarzystwa Nauczycieli Szkół Wyższych w sprawach szkolnictwa elementarnego. Związek był zwalczany przez galicyjską administrację pozostającą pod przemożnym wpływem konserwatystów. Na siódmym zjeździe KZNL we Lwowie w dniu 7 lipca 1913 roku ze względu na wystąpienie ze stowarzyszenia nauczycieli ukraińskich dokonano zmiany nazwy organizacji związkowe na: Związek Polskiego Nauczycielstwa Ludowego (ZPNL). Według uchwalonego wówczas Statutu celami Związku było:"a) Zjednoczenie nauczycielstwa ludowego w całym kraju celem obrony interesów intelektualnych, materialnych i ekonomicznych tego stanu; b) obrona zawodowych, obywatelskich i służbowych praw członków w granicach obowiązujących ustaw z wyłączeniem praw politycznych a to przez udzielanie członkom pouczeń, rad i pomocy prawnej.; c) podniesienie szkolnictwa ludowego i ogólnej oświaty ludu; d) współdążenie do ekonomicznego podniesienia kraju".
Podczas I wojny światowej ZPNL wspierał lewicę niepodległościową. Włączył się do prac Centralnego Biura Szkolnego działającego w Królestwie Polskim oraz nawiązał współpracę ze Zrzeszeniem Nauczycielstwa Szkół Początkowych. Z tym ostatnim 15 kwietnia 1919 połączył się w Związek Polskiego Nauczycielstwa Szkół Powszechnych. Do głównych działaczy ZPNL należeli: Stanisław Nowak (prezes), Stefan Zaleski, Julian Smulikowski, Józef Parczyński, Henryk Kanarek-Rowid, Wincenty Bierońskiego, Karol Balicki, Mieczysława Sieczkowska, Józef Bałaban, Stefan Zaleski. Organami prasowymi Związku były: "Głos Nauczycielstwa Polskiego" i wydawany od 1912 do 1914 miesięczny dodatek "Ruch Pedagogiczny" redagowany przez Henryka Kanarka-Rowida.

## Źródła
- Sprawozdanie z czynności Naczelnego Zarządu "Kraj. Związku Naucz. Lud." za rok administr. 1911, Kraków 1912 Śląska Biblioteka Cyfrowa – wersja elektroniczna
- Statut Polskiego Związku Nauczycielstwa Polskiego w Galicji,Kraków 1913, POLONA.pl – wersja elektroniczna